# Orsamål

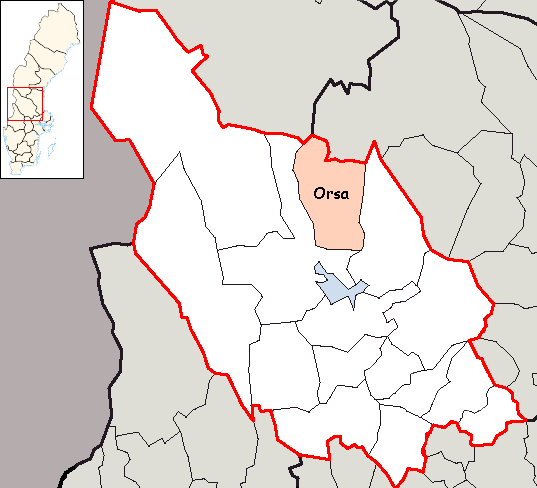
Målet talas i Orsa kommun Dalarna

Orsamål är en nordisk språklig varietet som talas av cirka 500 personer i Orsa socken i övre Dalarna i Sverige. Orsamålet tillhör de så kallade ovansiljanmålen och är således nära besläktat med närliggande ovansiljanmål som älvdalska och våmhusmål.

## Historia
Dalmål är ett nordiskt språk som troligtvis existerat sedan svenskan skilde sig från norskan och danskan, tidigare var dessa samma språk; fornnordiska. Dalmålet delas i tre språkområden; Västerdalarna, Ovansiljan och Nedansiljan. Ovansiljan i sin tur delas in i sju mål, eller dialekter; älvdalsmål, orsamål, våmhusmål, venjansmål, moramål, Sollerömål och oremål. Till moramålet brukar räknas solmål, venjansmål och våmhusmål, även om det senare i mångt minner om älvdalsmålet. Oremålet ligger närmare mormålet än orsamålet, trots att Ore ligger bortom Orsa, men det beror antagligen på att en del av Ores fäbodsmarker ligger nära morabyars. 
Orsamålet talas bara inom Orsa socken och har troligtvis inte talats i finnmarken (som sedan 1860-talet tillhör Gävleborgs län). Den målsplittring som man kan höra i Mora, där en by kan vara delad i flera klara dialektområden vars gränser består i släktled efter släktled, förekommer inte i Orsa. 
Från riksradions införande på 1940-talet och framåt har orsamålet försvagats, både till innehåll och utbredning. Numera kan de flesta invånare i Orsa varken tala eller ens förstå språket. Även många som talar det gör ofta grammatiska fel och blandar in svenska lånord. I sin rena form är orsamålet ett melodiskt språk med klart uttal och en stor kraft i sina uttrycksformer.
Dalmålsakademin arbetar idag aktivt med att bevara orsamålet för framtiden.

## Språklära
Orsamålet har ingen utgiven språklära såsom älvdalskan har vilket gör att några regler kan vara ålderdomliga och dylikt.

### Fonetik
Orsamålets utveckling av fonetiken bör utgå från klassisk fornsvenska vilket det gör av Johannes Boëthius i "Orsamålet i Dalarna". Uttalet i orsamålet är:
- a jämte en nasal konsonant uttalas /ɒ/, delvis som hot i engelskan; gnåg (kält) och stjånnå (stjärna).

- a och u som i svenskan står i starka verbs supinumform är i orsamålet e som i feri (farit), beri (burit), weri (varit) och skeri (skurit).

- a som står framför ll, ld och lt har blivit till ö som kan ses i fölla (falla), sölt (salt) osv.[2] Dessutom har a blivit ö i några ord framför kk, ng, nk, dg och gg såsom dögg (dagg), frögga (fradga), lögg (lagg), blökk (black), bökkä (backe), drökk (drack), tökka (tacka), mönkä (manke), sönka (sanka, samla) och tönkä (tanke).[3]

- ä har blivit e i ord där j:et har fallit; feri (färja), wenå (vänja), sela (sälja), kreva (kräva), wela (välja) och eva (häva).

- ö i plural som omljud motsvaras också av e som i beker (böcker), bredrer (bröder), feter (fötter) och reter (rötter) men även i många andra ord motsvaras det av e; djeda (göda), gren (grön), set (söt), leda (löda), meta (möta), fera (föra), eta (höta) m.fl.

- fornnordiska diftongen au har blivit till ö som i svenskan och märks i blöt (blöt), gök (gök), lög (ljög), böd (bjöd) m.fl.[4]

- fornnordiska o som i svenskan har blivit u har i orsamålet istället blivit ö som i böd (bud), bödå (buda), lödin (luden) och rötin (rutten)[5]

- orsamålet har även ö för å-ljud i många andra sammanhang när detta går tillbaka på ett o; abbörr (abborre), bört (bort), böttnå (bottna), köss (kors), skrökk (skrock), ölmä (holme) osv.[6]

- h har i orsamålet försvunnit och gör ord som hö, ha, höna osv. till e, ava och enå.

- y saknas i orsamålet och har oftast blivit till i som i bira (börja), stida (stödja), kliva (klövja), fia (följa) och stjila (skölja).

- jä motsvaras i många ord av ja/jå som i bjalla (bjällra), fjall (fjäll), jånka (jämka), jåmmen (jämn) och spjall (spjäll).

- g och k framför en mjuk vokal förmjukas och blir till /ʤ/ och /ʧ/, vilket kan märkas i bland annat tjarv (kärv), stjalla (skälla), djall (gäll), djaspa (gäspa) och djånnå (gärna).

- l försvinner ofta framför g, k, p, s och v som i swag (svalg), fok (folk), jåpa (hjälpa), pössa (pölsa) och kåv (kalv).[7]

- äldre í, ú och ý har blivit till ai som i aus (hus), ait (ut) och ais (is). Dessa kommer ur hús, út och íss.[8]

- w framför r har försvunnit och ses i bland annat rekå (vräka), rå (vrå) och råla (vråla).[9]

- b är behållet i klustren mb, mbl och mbr som i fåmbla (famla), kåmb (kam), kemba (kamma), åmbra (hamra) osv.[10]

#### Stavelselängderna
Boëthius nämner att orsamålet har tre stavelsekvantiteter som är ’’lång stavelse’’, ’’medellång stavelse’’ (som kan växla mellan halvlång och halvkort) och ’’kort stavelse’’.

#### Accenter
I orsamålet förekommer som i norskan och svenskan två tonaccenter som gör att ord som ’’tomten’’ och ’’anden’’ (platsen och fågeln) kan skiljas åt ’’tomten’’ och ’’anden’’ (figuren och väsenet). Däremot har orsamålet jämviktsaccent utöver grav- och akutaccent.
När ett ord ursprungligt är eller har varit kortstavigt används jämviktsaccent men idag före-kommer den knappt hos några talare.

Accent 1 förekommer i:
- enstaviga ord (ai´s, bå´t, gö´, ka´ll, sko´, tru´g)
- definit form nominativ och ackusativ singular av enstaviga maskuliner (a´rmen, e´stn, ri´ddjen, we´jen)
- definit form nominativ, ackusativ och dativ singular av enstaviga femininer (bo´tje, no´le, se´ndje, no´len, bo´tjen, se´ndjen)
- pluralformer som på svenska också har accent 1, av maskuliner och femininer (be´ker, be´ndrer, bre´drer, fe´ter, nä´ter, re´ter)
- pluralfomer på -ner av feminina och maskulina substantiv (klä´ner, sko´ner, tä´ner, tji´ner, ä´ner)
- defnit form nominativ och ackusativ plural av enstaviga neutrer (bo´rde, kni´ne, lu´tje, ta´tje)
- komparativer på -er (be´tter, i´ngger, le´ngger, mi´nder, se´mmer, ti´ngger)
- kardinaltalen från 30 till 90 (trä´ti, fe´mti, se´ksti, sju´tti)
- några sammansatta ord (lja´sko´, lä´små´nn, ro´sta´kk)

Accent 2 används i:
- allmänhet hos ord och former där svenskan också har accent 2 (grå`nnä, ku`lla, dai`tje)
- alla böjningsformer som inte har accent 1 av substantiv, adjektiv, verb och pronomina
- nästan alla sammansatta ord, vilkas första sammansättningsled utgörs av ett långstavigt ord
- motsats till svenskan i följande fall

### Grammatik

#### Substantiv och adjektiv
Orsamålets substantiv och adjektiv har, liksom fornnordiskans och fornsvenskans, två numerus, tre genus och fyra kasus.
- Numerus: singular (S) och plural (P)
- Genus: maskulinum (M), femininum (F) och neutrum (N)
- Kasus: nominativ (N), ackusativ (A), dativ (D) och genitiv (G)
- Species: definit form (B) och indefinit form (O)

##### Maskulinum
|              | Indefinit form | Indefinit form | Definit form | Definit form |
| Deklingering | Singular       | Plural         | Singular     | Plural       |
| ------------ | -------------- | -------------- | ------------ | ------------ |
| Nominativ    | kall           | kallör         | kalln        | kallär       |
| Ackusativ    | kall           | kalla          | kalln        | kalla        |
| Dativ        | kalle          | kallum         | kallem       | kallumå      |
| Genitiv      |                |                |              | kallumår     |

##### Femininum
|              | Indefinit form | Indefinit form | Definit form | Definit form |
| Deklingering | Singular       | Plural         | Singular     | Plural       |
| ------------ | -------------- | -------------- | ------------ | ------------ |
| Nominativ    | kulla          | kullur         | kulla        | kullor       |
| Ackusativ    | kullu          | kullur         | kullo        | kullor       |
| Dativ        | kullu          | kullum         | kullun       | kullumå      |
| Genitiv      | kullur         |                | kullunur     | kullumår     |

Ovanstående är på ”Ånsjumol” (hansjömål). På Digerberget finner man andra uttalsvarianter, såsom ”gubbuma” eller ”gubbömå” i stället för ”gubbumå”.

#### Verb
I följande exempel skils numerus med snedstreck enligt: ental/flertal första person/flertal andra person/flertal tredje person; eller enklare uttryckt: ik-du-ån-o-ed/wi/ni/dem. 
Tidsformerna kommer i följande ordning: grundform (infinitiv), nutid (presens), dåtid (imperfektum), förfluten form (supinum), uppmaningsform (imperativ), görandeform (presens particip), gjordform (perfekt particip). I vissa fall tas bara de första formerna med. 
Djerå (= att göra), djer/djerum/djere/djerå, djard/djardum/djardä/djardå, gart, djerä/djere, djerund, gard
Fo (= att få), fo/fom/fo, fikk/fingum/fingä/fingå el. fing, fenndji, foä/foe
Tålå (= att tala), tälär/tålum/tålä/tålå, täläd/tälädum/täläd, tålåd, tälä/tale

### Syntax
I vissa fall gör dalskan avsteg från den skandinaviska regeln om omvänd ordföljd. Detta är bland annat skälet till en ”felaktighet” i den svenska folkvisan O tysta ensamhet. Dess fjärde vers, i en uppteckning från Älvdalen, lyder:
Det är den tyngsta sorg / som jorden månde bära / att jag skall mista bort / min allra hjärtans kära / Det är den största sorg / som solen övergår / att jag skall älska den / som jag kan aldrig få.
Ordföljden på slutet är gemensam för älvdals-, mora- och orsamålet. 

#### Flerfaldig negation
På orsamål kan man lägga ihop flera inten till ett ännu starkare nej: 
Du font saj åv assint a ingum, som tolkas ”Du får inte tala om det för någon”, betyder ordagrant: Du får inte säga av (till) alls intet åt ingen.

## Ordförråd
Det riktiga orsamålet, när det inte urvattnas av talare som saknar ordförrådet, har en stor rikedom av uttryck som beskriver praktiska och konkreta ting och vardagsförhållanden i bondesamhället. De flesta ord är på något sätt gemensamma med andra dalmål, även om variationerna är stora. Några ord som skiljer sig från svenskan är:
- adda (f) = öra på en gryta o.d.
- alningg (m) = slipsten av 20 verktums diameter
- ar (m) = stengrund i vatten
- avi (m) = vik i en ström
- bari (m) = trollhare
- basa (f) = trälur
- batnå = bli bättre, läkas
- beg = ryggsäck
- bragla = gå runt för ögonen
- dasa = gå och lata sig
- drag (f) = mindre timmerkälke
- dåmbas = fäkta och gå på
- flas (n) = skal av frukt eller potatis
- fnålla = fjälla
- fulostinn = dräktig (om sto)
- gadd (m) = spår efter älg eller hare (Sk.)
- gråmsa = lägga sig i andras angelägenheter
- gån (f) = röst
- glappun = som pratar dumheter
- gnåg (n) = kält
- grava (f) = hacka
- jagla = smågräla (Hol.)
- kara (f) = raka eller skrapa av trä
- kasungg (m) = skinnpäls
- katun = svår, besvärlig
- kavwais = 'kavvis'
- kwalla = bubbla
- knåg = liten upphöjning i marken
- lån (f) = gångjärn [pl. best. länär]
- måksa = mäkta
- padra (f) = en slags hemvävd underfilt
- paraktun = stolt
- raftä (m) = sparre
- rappla = prata smörja
- rat (n) = skräp
- ravla = tala oanständigt
- skåmper = snäll
- starva = tröttna,avlida
- slavra = sladdra
- tada (f) = gräs på gödslad äng
- wavla = veckla in
- åndlad = nyxuxet gräs på slagen äng

Efter gammalt gick en språkgräns runt Ovansiljan, så att så fort man gick över gränsen till Rättviks socken, Leksands socken eller Hälsingland, växlade man över till svenska för att göra sig förstådd.

Många av orsamålets ord liknar älvdalskans ord, t.ex.:
- besvärlig: ors. katun - älv. katun
- gångjärn: ors. länär (pl.) - älv. lener
- hacka: ors. grava - älv. gravu
- ryggsäck: ors. beg - älv. bög
- snäll: ors. skåmper - älv. skamper
- stengrund i vatten: ors. ar - älv. ar
- trälur: ors. basa - älv. basu

Dessutom finns även ord som skiljer språken emot, ex.:
- bubbla: ors. kwalla - älv. bubbel
- prata smörja: ors. rappla - älv. pjolla
- röst: ors. gån - älv. mą̊l
- skräp: ors. rat - älv. muras
- sladdra: ors. sladdra - älv. slaver
- stolt: ors. paraktun - älv. karun
- tröttna: ors. starva - älv. trätt'n

Det finns ett svenskt ordstäv som ganska träffande beskriver den språkliga situationen före masskulturens genombrott: ”Jag tror du talar engelska”, sade kungen till dalkarlen.

## Utbredning idag
Det finns inga uppgifter om orsamålets utbredning idag, vare sig inom eller utom Orsa. Det har heller ingen officiell status.